# Manipularz

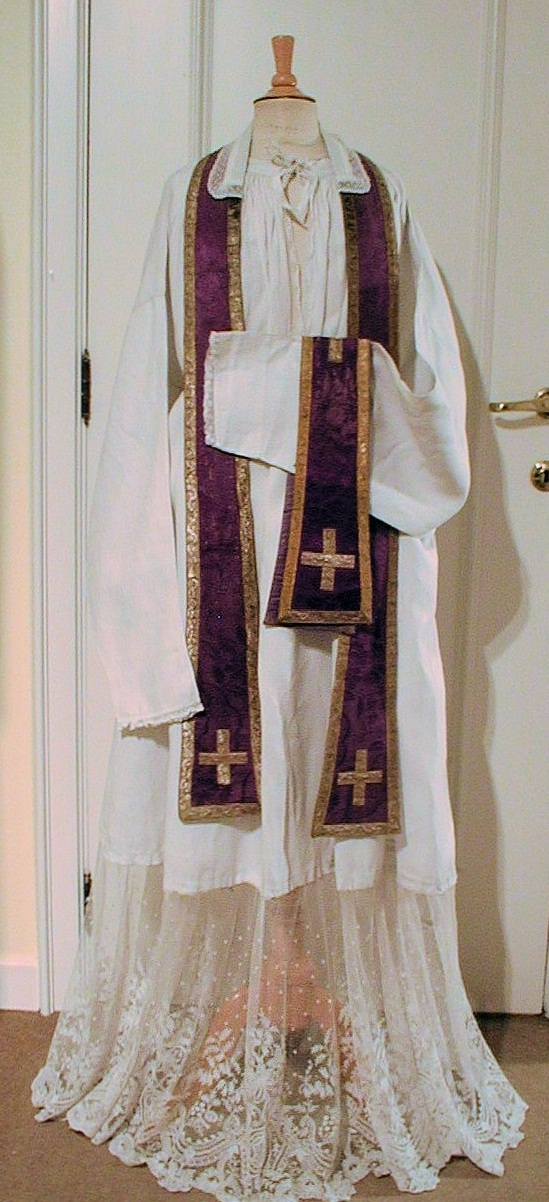
Manipularz

Manipularz – w liturgii katolickiej jest to płaska przepaska, tego samego koloru, co ornat i stuła, którą kapłan zakłada na siebie zawieszając na przedramieniu lewej ręki. Łacińska nazwa „manipulus” oznacza snop zboża.

## Historia
Manipularz wywodzi się od ozdobnej, haftowanej chustki zwanej mappa, wiązanej na przegubie przez bogatych Rzymian. Służyła ona także dostojnikom rzymskim do dawania sygnałów. Bardzo często była używana później na dworze bizantyjskim. Liber Pontificalis sugeruje, że został on wprowadzony przez papieża Sylwestra I, ale współcześnie historycy są zdania, że do V w. manipularz nie był szatą liturgiczną. Manipularz był najprawdopodobniej używany w XII w., gdyż w Pontyfikale Rzymskim i w Pontyfikale Kurii wspomina się o nim razem z tuniką przy udzielaniu święceń subdiakonatu. Ostatecznie umieszczony w Mszale Rzymskim papieża Piusa V. Używany w liturgii rzymskiej do reformy liturgicznej w 1969 r., która zniosła przymus używania manipularza w liturgii. Jest on wciąż obowiązkowo używany w formie nadzwyczajnej rytu rzymskiego.

## Wygląd
Jest to często bogato zdobiona przepaska o szerokości ok. 10 cm i długości ok. 1 m. Najczęściej szersza przy końcach. Na jednym z końców musi znajdować się krzyżyk. Zazwyczaj na manipularzu są trzy krzyżyki – na końcach i na środku (analogicznie jak na stule). Zawsze w takim samym kolorze, co pozostałe szaty liturgiczne.

## Użycie
Manipularz jest znakiem przyjętych wyższych święceń. Przed Soborem Watykańskim II mogli go nosić wszyscy, którzy przyjęli święcenia subdiakonatu, a po soborze – diakonatu. Podczas święceń subdiakonatu biskup, wręczając manipularz święconemu, wypowiadał słowa: „Przyjmij manipularz, który oznacza owoc dobrych uczynków. W imię Ojca i Syna i Ducha Świętego”. Prezbiter lub diakon po przewiązaniu się cingulum całuje krzyż na manipularzu, przerzuca manipularz przez lewe ramię i przywiązuje tasiemkami do ręki, wypowiadając przy tym słowa modlitwy: „Spraw Panie, bym godnie nosił manipularz płaczu i boleści, bym z radością otrzymał zapłatę za trudy i prace” lub „Obym zasłużył, Panie, przynieść Ci plon łez moich i cierpień, abym z radością mógł otrzymać nagrodę mych znojów”. Biskup natomiast zakładał go u stopni ołtarza, po Confiteor.
Pierwotnie był używany do ocierania czoła z potu, lecz później utracił tę funkcję, głównie z powodu bogatego zdobienia. Obecnie używany jest przez kapłanów odprawiających msze w formie nadzwyczajnej rytu rzymskiego (zarówno diecezjalnych, zakonnych, jak i ze zgromadzeń tradycjonalistycznych, jak np. Bractwa Kapłańskiego Św. Piusa X, Bractwa Kapłańskiego Św. Piotra czy Instytutu Dobrego Pasterza). Po Soborze Watykańskim II pozostawiono go w rycie mszy świętej jako nieobowiązkowy. Dzisiaj zatem, gdy Msza jest sprawowana w posoborowym obrzędzie (Novus Ordo Missae), manipularza używa się wyjątkowo rzadko.

## Symbolika

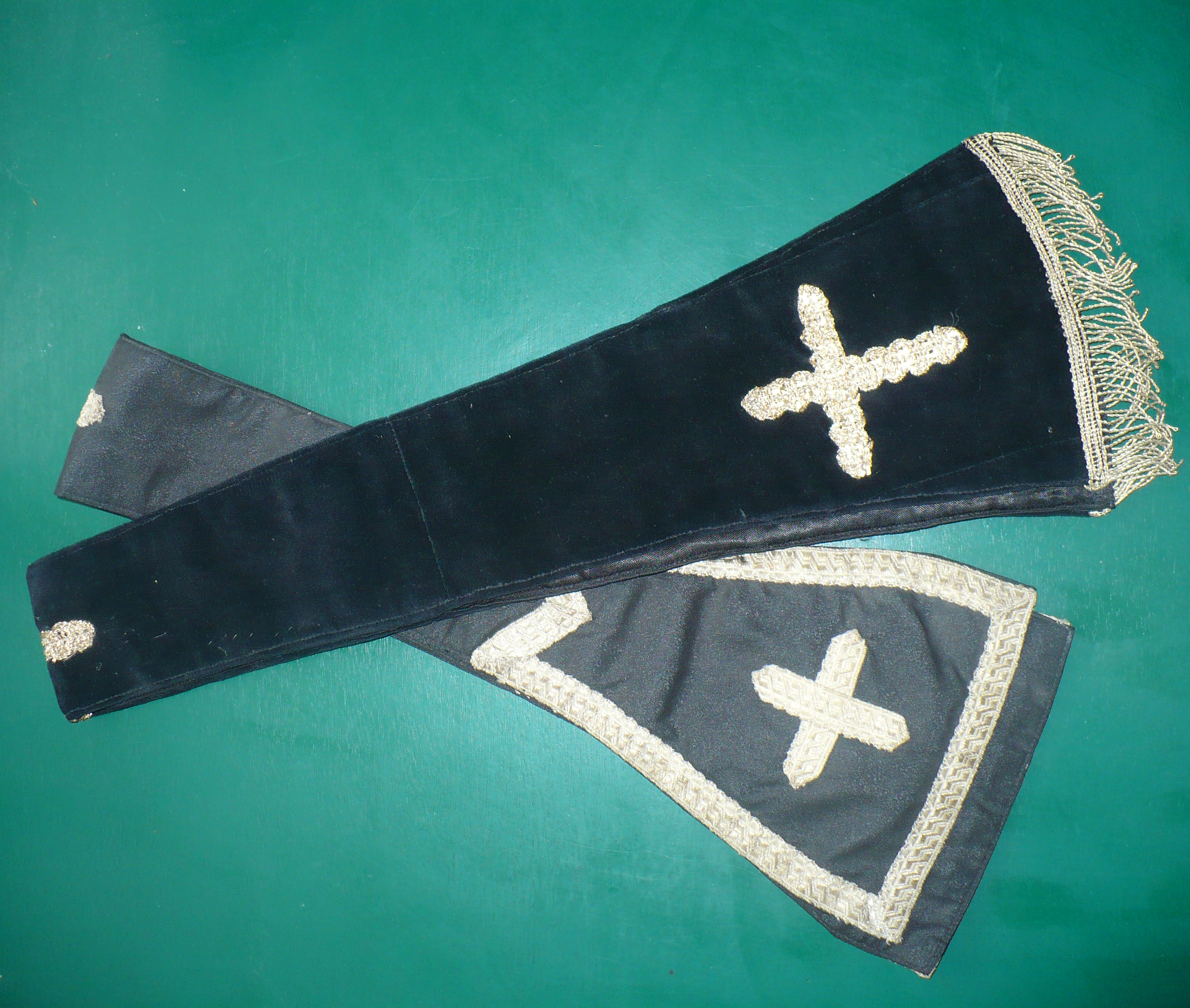
Dwa czarne manipularze

Symbolika manipularza, jak każdej szaty liturgicznej jest bardzo bogata. Przypomina kajdany, które włożono Jezusowi Chrystusowi na ręce, kiedy go pojmano oraz sznur, na którym prowadzono go na Golgotę. Ma przypominać wiernym łacińskie słowa manus plena, tzn. rękę szczodrobliwości i pracy pełną. Zachęca on do gorliwej pokuty i służby Bożej w pocie czoła, z sercem ochotnym i nieleniwym. Niektórzy w manipularzu doszukują się chusty, którą po złożeniu do grobu nałożono na twarz Jezusowi.